# Chamaesphecia obraztsovi
Chamaesphecia obraztsovi is een vlinder uit de familie wespvlinders (Sesiidae), onderfamilie Sesiinae.
De wetenschappelijke naam van de soort is voor het eerst geldig gepubliceerd door Sheljuzhko in 1943. De soort komt voor in het Palearctisch gebied.